# 2-я бригада кавалерийского запаса
2-я бригада кавалерийского запаса — учебное кавалерийское соединение русской императорской армии.
Штаб бригады: Тамбов.

## История бригады

### Формирование
- 1863—1875 — 2-я резервная кавалерийская бригада
- 1875—1883 — 2-я запасная кавалерийская бригада
- 1883—1918 — 2-я бригада кавалерийского запаса

## Состав бригады
- 1-й Запасной кавалерийский полк (Сызрань)
- 3-й Запасной кавалерийский полк (Кирсанов)
- 7-й Запасной кавалерийский полк (Тамбов)

## Командование бригады

### Начальники бригады
- до 01.01.1886—1890 — генерал-лейтенант Петровский, Александр Фёдорович
- 02.07.1890—08.1891 — генерал-майор Кельнер, Александр Александрович
- 28.11.1901—1903 — генерал-лейтенант Вельяминов-Зернов, Митрофан Алексеевич
- 10.01.1903—19.05.1906 — генерал-майор (с 1905 генерал-лейтенант) Клавер, Николай Карлович
- 31.12.1913—после 10.07.1916 — генерал-лейтенант Рындин, Михаил Михайлович